# Pavel Petříkov
Pavel Petříkov (Slaný, Checoslovaquia, 1 de julio de 1959) es un deportista checoslovaco que compitió en judo. Ganó una medalla de plata en el Campeonato Mundial de Judo de 1981, y dos medallas de bronce en el Campeonato Europeo de Judo en los años 1981 y 1989.
Participó en tres Juegos Olímpicos de Verano, su mejor actuación fue un quinto puesto logrado en Moscú 1980 en la categoría de –60 kg.

## Palmarés internacional
| Campeonato Mundial | Campeonato Mundial        | Campeonato Mundial | Campeonato Mundial |
| Año                | Lugar                     | Medalla            | Categoría          |
| ------------------ | ------------------------- | ------------------ | ------------------ |
| 1981               | Maastricht (Países Bajos) | Medalla de plata   | –60 kg             |
| Campeonato Europeo |                           |                    |                    |
| Año                | Lugar                     | Medalla            | Categoría          |
| 1981               | Debrecen (Hungría)        | Medalla de bronce  | –60 kg             |
| 1989               | Helsinki (Finlandia)      | Medalla de bronce  | –65 kg             |